# Pecadores (programa de televisión)
Pecadores fue un programa de televisión presentado por Mónica Martínez que se estrenó el 16 de septiembre de 2015 en Cuatro tras la emisión de Adán y Eva. El programa nació como un espacio de late-night semanal para comentar todo lo que sucede en el dating show.

## Historia
Tras la buena acogida de la primera temporada de Adán y Eva, Mediaset decidió explotar más su formato de cara a la segunda temporada. De este modo, el 16 de septiembre de 2015, se estrenó Pecadores, un late show presentado por Mónica Martínez para debatir todo lo que sucedía en el dating show.

## Formato
Pecadores es un formato de late night en el que Mónica Martínez y una serie de colaboradores debaten sobre todo aquello que ha ocurrido en Adán y Eva. Allí acuden los protagonistas del programa del día, donde ven en directo sus andanzas en el paraíso y se muestran imágenes inéditas.

## Colaboradores
- (2015) Txabi Franquesa: cómico y actor.
- (2015) Carolina Noriega: actriz, escritora y terapeuta.
- (2015) Lidia Torrent Anka: modelo y colaboradora de televisión.
- (2015) Carmen Muñoz Galindo: actriz y modelo.[4]

## Episodios y audiencias

### Temporada 1 (2015)
| Fecha      | Características del Programa | Espectadores | Share |
| ---------- | ---------------------------- | ------------ | ----- |
| 16/09/2015 | Programa 1                   | 736 000      | 7,6%  |
| 23/09/2015 | Programa 2                   | 651 000      | 8,0%  |
| 30/09/2015 | Programa 3                   | 556 000      | 7,7%  |
| 07/10/2015 | Programa 4                   | 567 000      | 7,9%  |
| 14/10/2015 | Programa 5                   | 538 000      | 6,6%  |
| 21/10/2015 | Programa 6                   | 438 000      | 6,7%  |
| 28/10/2015 | Programa 7                   | 567 000      | 7,3%  |
| 04/11/2015 | Programa 8                   | 598 000      | 6,2%  |
| 18/11/2015 | Programa 9                   | 510 000      | 5,8%  |
| 25/11/2015 | Programa 10                  | 531 000      | 5,7%  |
| 02/12/2015 | Programa 11                  | 510 000      | 5,1%  |

### Audiencia media
| Edición                    | Fecha | Cadena | Espectadores | Share |
| -------------------------- | ----- | ------ | ------------ | ----- |
| Pecadores: Primera edición | 2015  | Cuatro | 517 000      | 6,2%  |